# Базиліка в базиліці

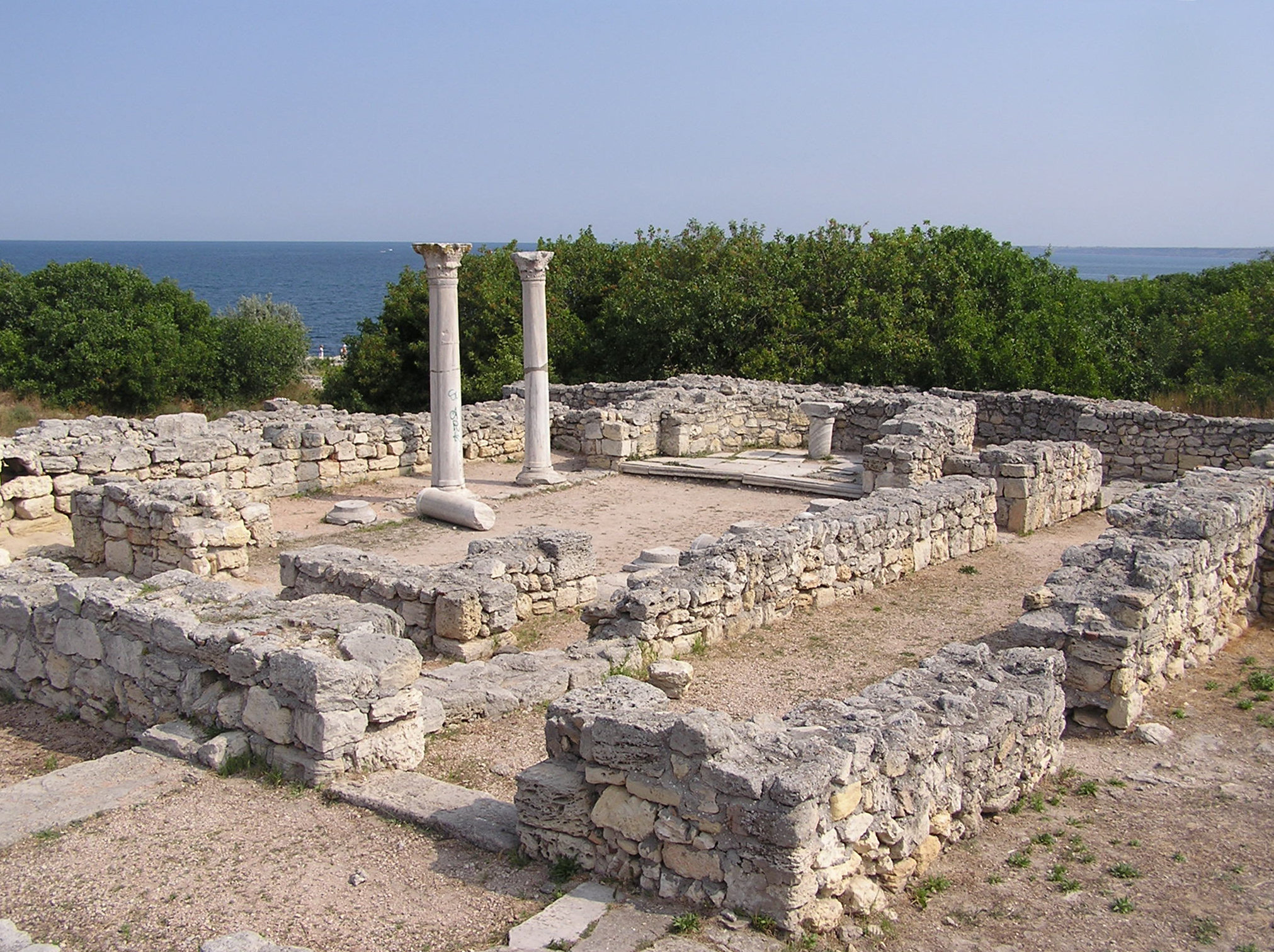
Базиліка в базиліці

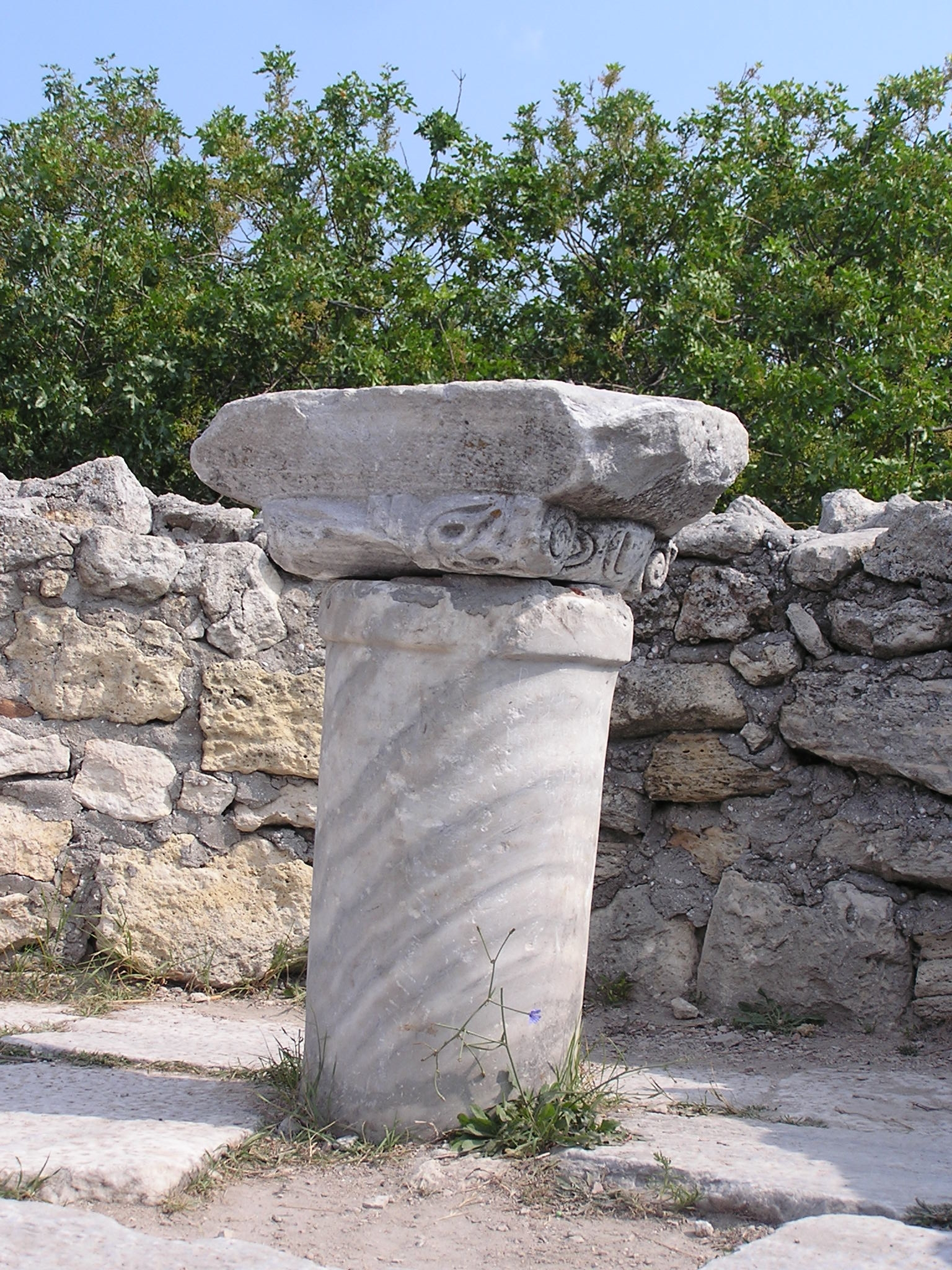
Престол у новому храмі складений з колон старого храму

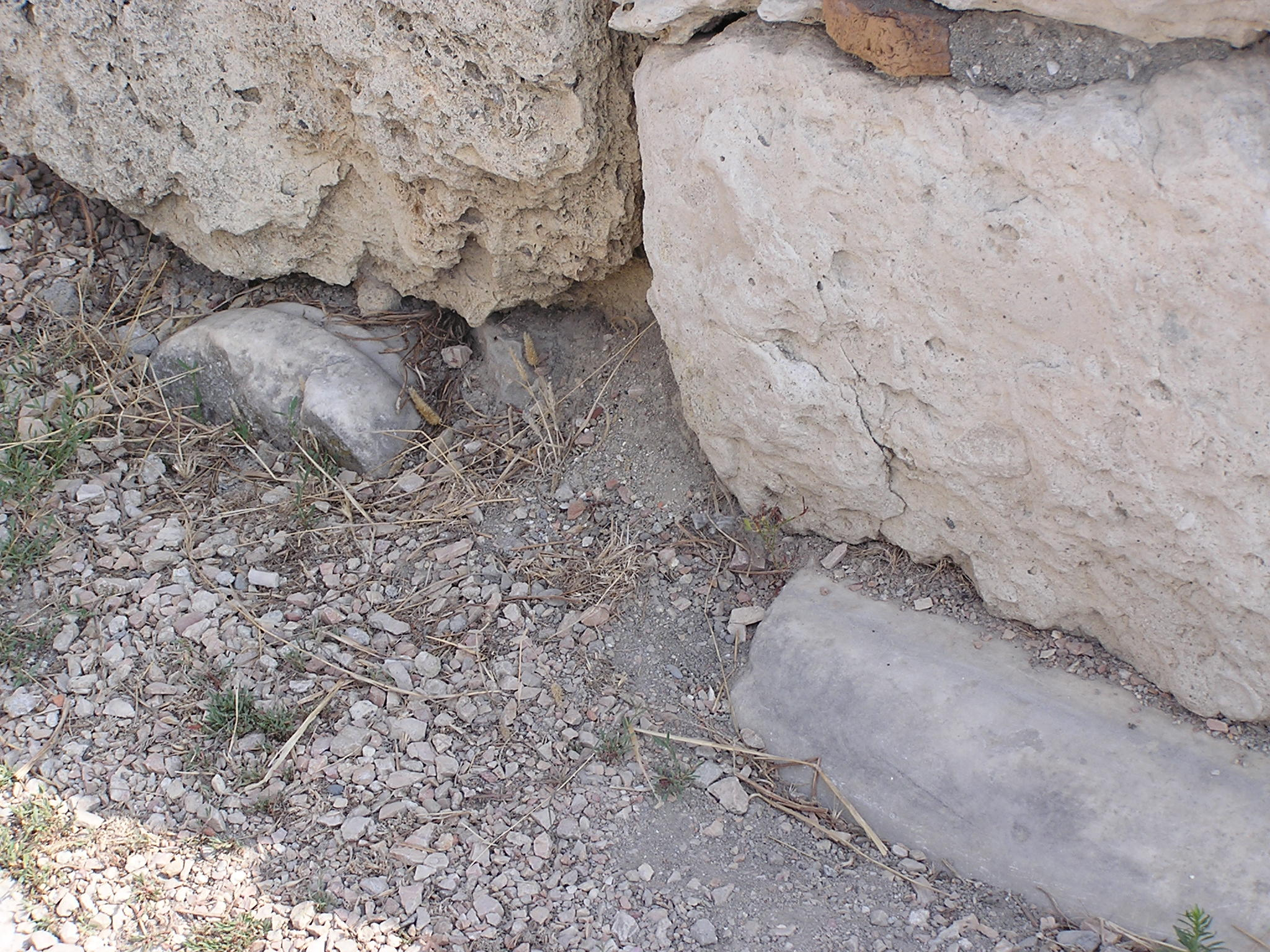
Колони старого храму в основі нового

Базиліка в базиліці — середньовічний храм на території Херсонесу — міста, заснованого давніми греками на південно-західному узбережжі Криму (нині — на території національного музею-заповідника «Херсонес Таврійський»). Свою назву храм отримав через те, що на одному місці було побудовано два храми — другий будувався на руїнах та з уламків першого.

## Історія
Перший храм («велика базиліка») був побудований в VI столітті, приблизно під час правління візантійського імператора Юстиніана I.
Базиліка була тринефна. Підлога базиліки була повністю вкрита мозаїкою. У всіх приміщеннях малюнок мозаїки мав свою характерну особливість.
Мозаїка в нартексі та східних прибудовах бічних нефів зображала кола червоного кольору, що перетинаються, на білому тлі. У середньому нефі мозаїкою були виконані геометричні лінії і фігури, а також християнські символи: канфари (чаші — символ причастя) та птахи (символ душі).
У купелі було мозаїчне зображення павича (символу воскресіння) виготовлене з мармуру, різнобарвного вапняку і темно-зеленої смальти. Павич був зображений у фас та з розпущеним хвостом, а по обидва боки його розміщувалися мозаїчні зображення голубів (символ святого духа), укладені в круглі медальйони. У купіль можна було потрапити по довгому і вузьким коридором, який примикав до північного нефу.
На мозаїчних малюнках зустрічалися й інші символи — ромб з нанизаними на нього кільцями (символ вічності), якір (символ надії) тощо
Перед входом до центральної зали на підлозі був напис грецькою мовою «Кожне дихання нехай хвалить Господа».
Колони храму були виготовлені з мармуру й важили близько 350 кілограмів. На них були різьблені хрести.
Велика базиліка була зруйнована. А в X столітті на руїнах старої базиліки побудували нову базиліку («мала базиліка»). Новий храм зробили з уламків першого храму. Він став менше за розміром і був розташований на місці центрального нефа. Престол в новому храмі склали з колон старого храму. Під час будівництва зруйнувалася частина мозаїчних підлог.
У XII—XIII століттях до храму з півночі були прибудовані складські та торговельні приміщення, а також крита галерея. З півдня була прибудована каплиця, на нижньому поверсі якої розташовувалася усипальниця.
У XIV столітті храм зруйнувався через пожежу і більше не відновлювався.
Археологи під час розкопок храму встановили престол і колони на належні їм місця. При створенні музею-заповідника «Херсонес Таврійський» в базиліці зберігалися мозаїки на початкових місцях, проте надалі більшу їх частину перенесли в музейні приміщення.
9 травня 2007 року вандали перекинули колони «базиліки в базиліці», деякі колони розкололися, була пошкоджена мозаїчна підлога.